# 有料トイレ

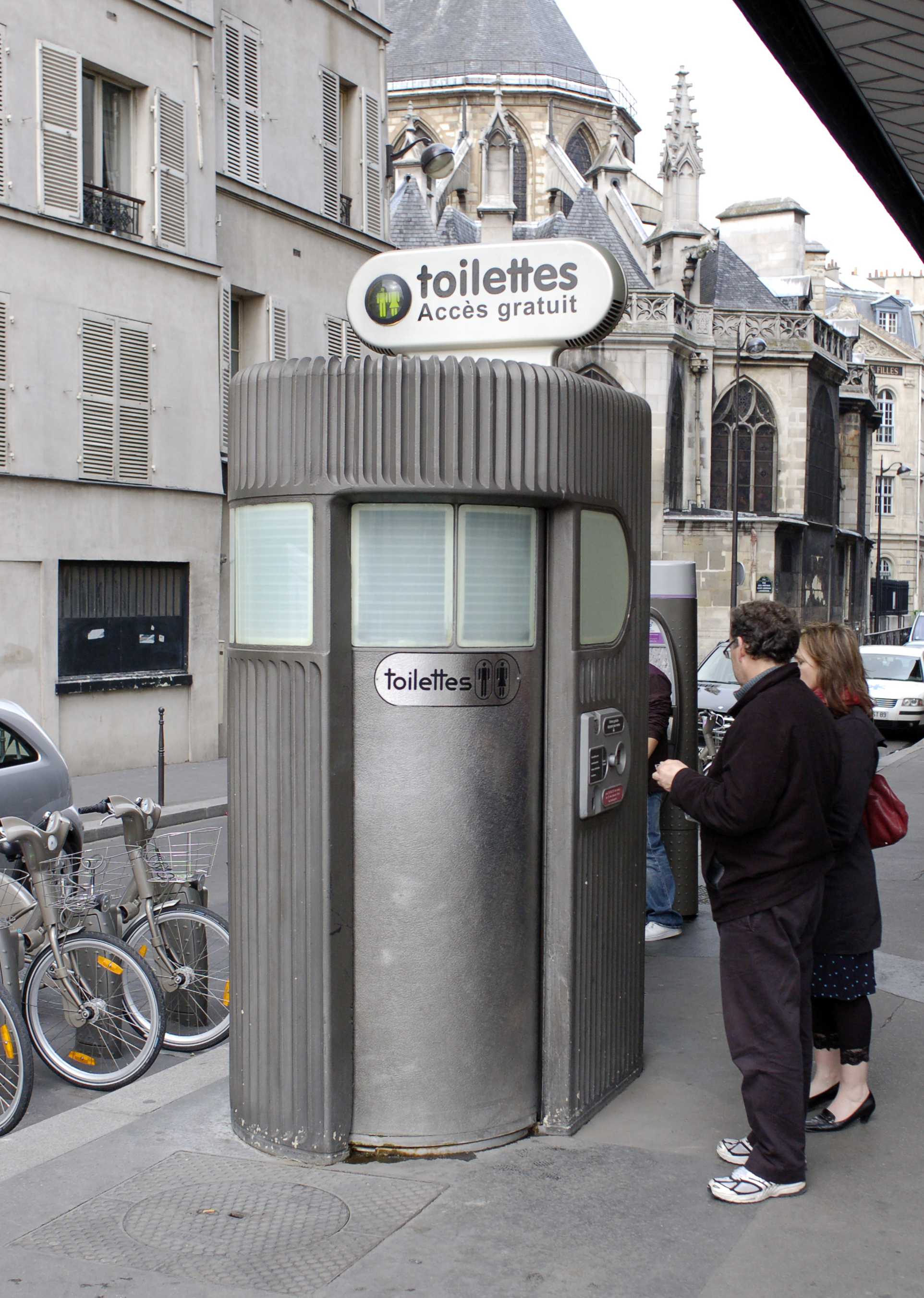
フランスのパリにある有料トイレ。

有料トイレ（ゆうりょうトイレ）は、利用するのに料金を払う必要のあるトイレを指す。また、トイレの使用自体に料金は必要ではないが、トイレットペーパーの使用、手洗いの水、または手を乾燥させるためのハンドドライヤーに料金を課すものも指す。
公共のトイレのほとんどは施設に設置されているか自治体により運営されている。施設を利用しない場合でも使用することができるため、トイレの運用費を回収できなくなってしまうことから有料となっている場合がある。
日本国内では数は少ないが設置事例がある。1914年（大正3年）には名古屋駅に高等有料便所化粧室（使用料2銭）が開設されている。
ヨーロッパの多くの場所の公共トイレはワンコインで使用できる。また、エジプト、モロッコ、トルコなどの中近東諸国においても有料トイレが少なくない。エジプトの場合は、便所使用料金を支払うと約30 - 50センチメートルほどのトイレットペーパーがもらえる場合がある。
有料トイレはトイレで体を洗ったりするホームレス対策として有効とされているが、ドアを閉めなければ、永久的に1回分の料金で使えてしまうものがある。